# Paul van Kempen
Paul van Kempen (ur. 16 maja 1893 w Zoeterwoude, zm. 8 grudnia 1955 w Amsterdamie) – holenderski dyrygent.

## Życiorys
Ukończył klasę skrzypiec w konserwatorium w Amsterdamie. W latach 1913–1915 występował jako skrzypek z Koninklijk Concertgebouworkest pod batutą Willema Mengelberga. W 1916 roku wyjechał do Niemiec, w kolejnych latach współpracując z orkiestrami w Dortmundzie, Poznaniu i Bad Nauheim. Przyjął również niemieckie obywatelstwo. W 1932 roku debiutował w Oberhausen jako dyrygent. W latach 1933–1934 uczył gry na skrzypcach w szkole muzycznej w Dortmundzie. Od 1934 do 1942 roku był dyrygentem Dresdner Philharmonie. Od 1940 roku występował także w Staatsoper w Berlinie. Od 1942 do 1944 roku jako następca Herberta von Karajana pełnił funkcję generalnego dyrektora muzycznego w Akwizgranie. W czasie II wojny światowej prowadził koncerty dla żołnierzy Wehrmachtu, odmówił natomiast wstąpienia do NSDAP. Ze względu na swoją postawę w czasie wojny do 1949 roku miał zakaz występów w ojczyźnie.
Od 1945 do 1949 roku prowadził kursy dyrygenckie w Accademia Chigiana w Sienie. W 1949 roku objął funkcję dyrygenta orkiestry radiowej w Hilversum, gościnnie występował też z orkiestrami w Rotterdamie i Hadze. W latach 1953–1955 pełnił funkcję generalnego dyrektora muzycznego miasta Bremy.
Specjalizował się w wykonawstwie repertuaru romantycznego, ze szczególnym wskazaniem kompozytorów austro-węgierskich. Ceniony był jako interpretator symfonii Beethovena, Brucknera, Czajkowskiego, Mahlera i Sibeliusa, a także dzieł wokalno-instrumentalnych Verdiego, Regera i Brahmsa.